# Self
Self — объектно-ориентированный язык программирования основанный на концепции прототипов. Является диалектом Smalltalk, в языке поддерживается динамическая типизация, в нём реализована эффективная JIT-компиляция.

## История
Язык разрабатывался в 1985-1995 гг. в лаборатории Xerox PARC, хотя первую реализацию Дэвид Унгар со своими студентами создал в Стэнфордском университете. В 1991 году команда разработчиков языка была принята на работу в лабораторию Sun Microsystems.